# Paul Gustav Wislicenus
Paul Gustav Wislicenus (ur. 2 stycznia 1847 w Halle, zm. 12 lutego 1917 w Bad Nauheim) – niemiecki historyk literatury, szekspirolog.
Studiował na Uniwersytecie w Zurychu, tytuł doktora uzyskał 9 lipca 1868 na podstawie dysertacji „Die Geschichte der Elbgermanen vor der Völkerwanderung in ihren Hauptzügen”. Był nauczycielem w Hamburgu i Lipsku. Od 1885 sekretarz generalny Gesellschaft für Verbreitung von Volksbildung w Berlinie.

## Prace
- Die Geschichte der Elbgermanen vor der Völkerwanderung in ihren Hauptzügen. Halle : Heynemann, 1868
- Konrad der Erste, König von Deutschland : Ein Trauerspiel aus der Geschichte. Leipzig, 1872
- Dokumente zu Shakespeares Totenmaske. Jena: Diederichs, 1911
- Shakespeares Totenmaske (1911)
- Nachweise zu Shakespeares Totenmaske : d. Echtheit d. Maske. Jena : Diederichs, 1913
- England und der Weltkrieg. Darmstadt: Falken-Verl., 1916